# Glass Animals
Glass Animals – brytyjski zespół indierockowy założony w Oksfordzie. W skład grupy wchodzą: Dave Bayley (główny wokal, gitara, tamburyn), Drew MacFarlane (gitara, klawisze, chórki), Edmund Irwin-Singer (gitara basowa, klawisze, chórki) i Joe Seaward (perkusja). Zespół zadebiutował albumem ZABA wydanym w 2014 roku. W 2016 powstał kolejny, How to be a Human Being, który zdobył uznanie krytyków. Glass Animals koncertują na całym świecie, do tej pory wystąpili na takich festivalach jak Glastonbury, Coachella, Bonnaroo, Lollapalooza, Reading/Leeds, Falls Festival, St. Jerome's Laneway Festival, Southbound, Bestival.

## Historia

### 2012-2015
Bayley, MacFarlane, Irwin-Singer i Seaward przyjaźnili się już w szkole średniej. W 2010 roku, podczas studiów, założyli Glass Animals. 28 maja 2012 roku, wydali pierwszy minialbum Leaflings, zawierający singiel "Cocoa Hooves", pod szyldem niezależnej wytwórni Kaya Kaya Records. Kiedy producent Adele, Paul Epworth, zobaczył Glass Animals występujących w Londynie namówił ich do dołączenia do swojej wytwórni Wolf Tone.
W 2013 roku, zespół wypuścił kolejny singiel zatytułowany "Black Mambo", który pojawił się na drugim minialbumie. Lider zespołu, David Bayley zapytany co zespół robił w czasie między wydaniem "Black Mambo" i albumu debiutanckiego odpowiedział: "Nie wiedzieliśmy nic o branży muzycznej ani świecie muzyki. Staraliśmy się rozgryźć kim jesteśmy, co nam się podoba".

### 2016-2017
16 maja 2016 roku, Glass Animals wydali singiel "Life Itself", który pojawił się na drugim albumie How to Be a Human Being. Utwór wyróżnia się bardziej szumliwym, perkusyjnym dźwiękiem niż poprzednie single zespołu. Dave Bayley twierdził w wywiadzie, że piosenka jest "o gościu, mającym obsesję na punkcie science-fiction i spędzającym większość czasu samotnie, wymyślając dziwne rzeczy i pisząc historie o mieczach świetlnych lub szukając obcych w Google Maps". Teledysk do "Life Itself" został wydany 7 czerwca 2016 roku. Zespół stworzył również stronę internetową raygun123.com, której właścicielem jest główny bohater piosenki.
25 lipca tego samego roku, Glass Animals wydali wraz z teledyskiem drugi singiel "Youth". Piosenka rzekomo opisuję historię, którą obcy opowiedział zespołowi, o swoim synu Dave Bayley powiedział w wywiadzie, że dziwna kombinacja szczęścia, smutku i nostalgii w piosence sprawiła, że jego serce "jakby się rozdarło, ale w ten dziwny optymistyczny sposób. Zamiarem utworu była właśnie ta mieszanka emocji." Glass Animals ujawinili również, że kolejny album będzie podążał śladami "Life Itself" i "Youth". 15 sierpnia ogłosili powstanie strony internetowej poświęconej piosence "Youth" - Dizzy on Coffeine.
Cztery dni przed premierą kolejnego albumu, 22 sierpnia, zespół wydał trzeci singiel "Season 2, Episode 3", opowiadający o dziewczynie, która "spędza całe dnie oglądając telewizję, wylegując się, nic nie robiąc, będąc pod wpływem marihuany i jedząc majonez ze słoika."
Pełny album How to Be a Human Being został wydany 26 sierpnia 2016 roku przez wytwórnie Wolf Tone i Caroline International w Europie oraz Harvest Records w Stanach Zjednoczonych. Reakcje krytyków były mieszane, aczkolwiek album zdobył uznanie wielu z nich. 4 stycznia 2017 roku, Glass Animals wystąpili z utworem "Pork Soda" podczas The Late Late Show, prowadzonego przez Jamesa Cordena.
Po tym występie Glass Animals odwiedzili St Jerome's Laneway Festival w aż sześciu różnych miastach (m.in. w Sydney, Singapurze czy Auckland). Podczas wizyty w Australii, lider zespołu Dave Bayley rozpoczął współpracę z kompozytorem i producentem muzyki elektronicznej Flume. Jego wokale znalazły się na mini albumie artysty Skin Companion w utworze "Fantastic".